# توازن ديناميكي حراري

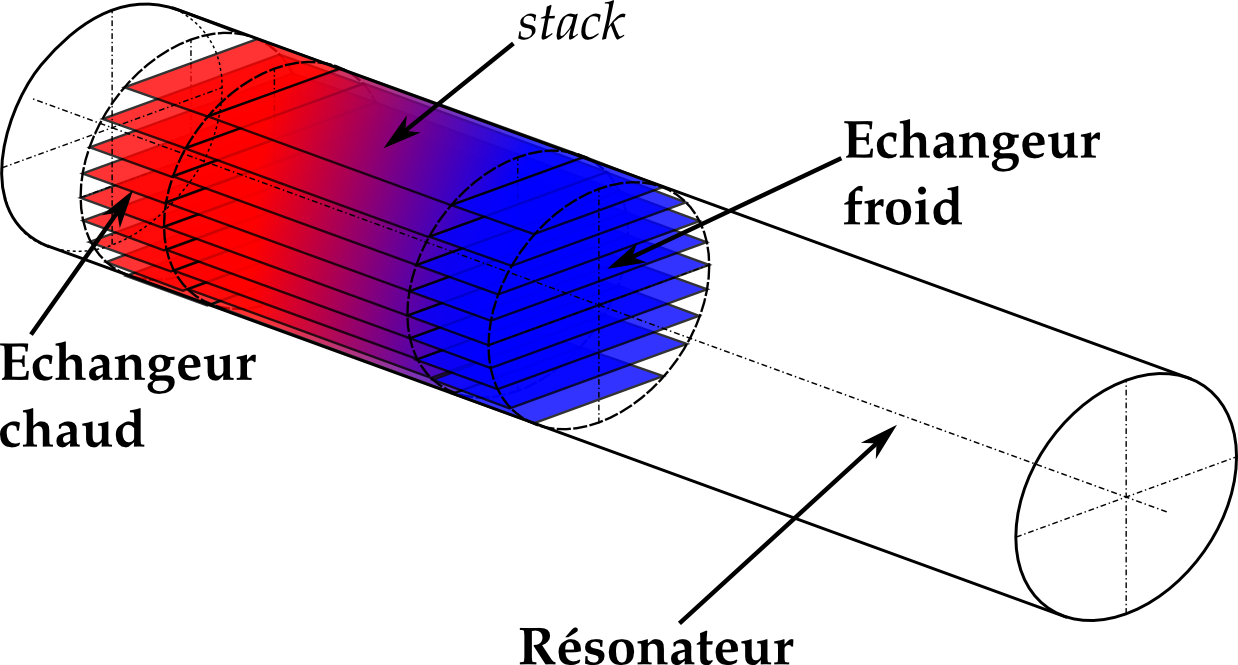

التوازن الثرموديناميكي أو التوازن الدينامي الحراري في الفيزياء والكيمياء نصف نظام بأنه في حالة توازن ثرموديناميكي عندما يكون في حالة توازن حراري وتوازن ميكانيكي (حركي) وتوازن إشعاعي وتوازن كيميائي. وعندما يكون نظام في حالة توازن ثرموديناميكي فلا يحدث فيه انتقال للمادة أو انتقال للطاقة ولا يحدث فيه تطور للمادة ولا تحدث فيه قوى دافعة. فالنظام الذي في حالة توازن ثرموديناميكي لا يعتريه أي تغير عندما يكون معزولا عن الوسط المحيط به.

## مقدمـــة
تهتم الثرموديناميكا الكلاسيكية بتوازن الحركة. ويعتمد التوازن الثرموديناميكي لنظام على دوال الحالة للنظام مثل درجة الحرارة والضغط. وبتعبير أدق نقول أن التوازن الثرموديناميكي يتصف بحالة نهاية أدنى للجهد الدينامي الحراري مثل طاقة هلمهولتز الحرة، أي عندما يكون النظام في درجة حرارة ثابتة وحجمه ثابت. وتعرف طاقة هلمهولز الحرة بالمعادلة:
A = U – TS
أو تعرف طاقة جيبس الحرة لنظام بالمعادلة المشابهة التالية، وهي لنظام تثبت فيه درجة الحرارة والضغط:
G = H – TS
حيث:
T = درجة الحرارة،
S = الإنتروبية، (صفة لمستوى العشوائية في حركة جزيئات النظام)
U = الطاقة الداخلية للنظام
H = الإنثالبي، (مقدار المحتوى الحراري المخزون في النظام)
ويمكننا تصور نظام غاز يحتوي على جزيئات ويكون معزولا عن المؤثرات الخارجية. في هذا النظام تتصادم الجزيئات بسبب حركتها العشوائية وتتبادل طاقة الحركة، وتتبادل زخم الحركة. أي أن الجزيئات السريعة في النظام تفقد جزءا من سرعتها بسبب تصادمها مع جزيئات بطيئة، في نفس الوقت تكتسب الجزيئات البطيئة جزءا من سرعة الجزيئات السريعة، وبعد فترة من الزمن يصل النظام إلى حالة توازن حركي حراري وتوزع فيه السرعات بطريقة متوازنة يمكننا معرفتها إحصائيا. بعد وصول النظام إلى حالة التوازن هذه لا يحدث فيه تغير، وإنما تبقى الجزيئات موزعة على فئات من السرعات لا تتغير إحصائيا مع الزمن.

## ظروف التوازن الدينامي الحراري
بأخذ تفاضل الجهد الثرموديناميكي في الاعتبار (أي تغير في أحد الصفات الحركية الحرارية لنظام)، عند التعامل مع المعادلتين السابقتين، نحصل على الحالات التالية:
- لنظام معزول تماما يكون التغير في الإنتروبي صفرا عند التوازن: ΔS = 0، ويصل الإنتروبي S إلى حد أقصى.
- لنظام تثبت فيه درجة الحرارة والحجم فيكون التغير في طاقة هلمهولتز الحرة تساوي صفرا عند التوازن: ΔA = 0، وتصل طاقة هلمهولز الحرة A إلى حد أدنى.
- لنظام تثبت فيه درجة الحرارة والضغط يكون التغير في طاقة جيبس الحرة تساوي صفرا في حالة التوازن: ΔG = 0، وتصل طاقة جيبس الحرة G إلى حد أدنى.

ونصل إلى تلك الحالات المختلفة من التوازن عندما نفترض نظامين في الأحوال التالية:
- يكون النظامان في حالة «توازن حراري» عندما تكون درجة حرارة النظام الأول مساوية لدرجة حرارة النظام الثاني،
- يكون النظامان في حالة «توازن ميكانيكي» عندما يكون الضغط فيهما متساويا،
- يكون النظامان في حالة «توازن تفاعلي» عندما يكون كمونهما الكيميائي متساويا.
- عندما تتساوى جميع القوى في النظامين.

## توازن موضعي وتوازن شامل
من المفيد التفرقة بين التوازن الموضعي وحالة التوازن الشامل على نطاق واسع. وبالنسبة إلى الحركة الحرارية يتعين التبادل داخل نظام وبين النظام والوسط المحيط عن طريق تغير دوال مثل درجة الحرارة والضغط وغيرها.
في حالة التوازن الثرموديناميكي الموضعي تكون درجة الحرارة والضغط داخل النظام متساوية. وفي حالة التوازن الثرموديناميكي الشامل قد تختلف درجة الحرارة والضغط من منطقة إلى أخرى وتتغير مع الزمن، ولكن تلك التغيرات تكون طفيفة بحيث يمكن اعتبار تواجد توازن ثرموديناميكي في منطقة محدودة محيطة لأي نقطة فيه.
وعلى سبيل المثال، تحتاج جزيئات غاز لعدد معين من التصادمات لكي تصل إلى حالة توازن في السرعات بينها وبين الوسط المحيط. فإذا كان متوسط المسافة التي تنتشر فيها قصيرة بحيث تبعدها عن منطقة الجوار التي من المفروض أن تتوازن معه، فإنها لا تصل إلى حالة التوازن، ولن توجد حالة توازن موضعي. وتعرّف درجة الحرارة على أساس تناسبها مع متوسط الطاقة الداخلية لنظام في حالة توازن ثرموديناميكي. فإذا لم تصل المنطقة المحيطة بنقطة معية في النظام إلى حالة التوازن فيصبح تعيين درجة حرارة النظام من الحرارة الداخلية ليس سليما، وتكون النتيجة خاطئة.
ومن المهم ان نعرف أن حالة التوازن الموضعية ينطبق فقط على جسيمات معينة يتكون منها النظام. فعلى سبيل المثال نطبق التوازن الموضعي في حالة جسيمات كبيرة نسبيا، مثل الجزيئات في غاز. وفي حالة غاز يشع فوتونات فإن الفوتونات تصدر من الغاز وتمتص في نفس الوقت منه، ولا نأخذها في الاعتبار عند تعيين التوازن الثرموديناميكي لنظام. كذلك في بعض الحالات فلا نحتاج لمراعاة كون الإلكترونات في حالة توازن مع الذرات أو الجزيئات المكونة لنظام موضعي صغير.
وعلى سبيل المثال نجد حالة التوازن الترموديناميكي في حالة كوب به ماء وثلج. ويمكن تعريف درجة الحرارة عند أي نقطة في الكوب ولكنها تكون أكثر برودة بالقرب من الثلج. فإذا قمنا بتعيين طاقة الجزيئات في تلك المنطقة وجدنا أنها تتبع توزيع ماكسويل-بولتزمان عند درجة حرارة معينة. فإذا قمنا بتعيين طاقة جزيئات أخرى في منطقة أخرى فإننا نجد أنها تتبع أيضا توزيع ماكسويل-بولتزمان ولكن عند درجة حرارة أخرى. ويعمل الانتشار على تحول النظام من حالة توازن موضعي إلى حالة توازن شامل. فمثلا بالنسبة إلى مثال كوب الثلح والماء فإن انتشار الحرارة سيؤدي إلى حالة توازن ثرموديناميكي شامل مع الوقت، ونصل إلى حالة تكون فيها درجة حرارة الكوب متساوية في جميع أجزائها.